# Shamjalato de Tarki

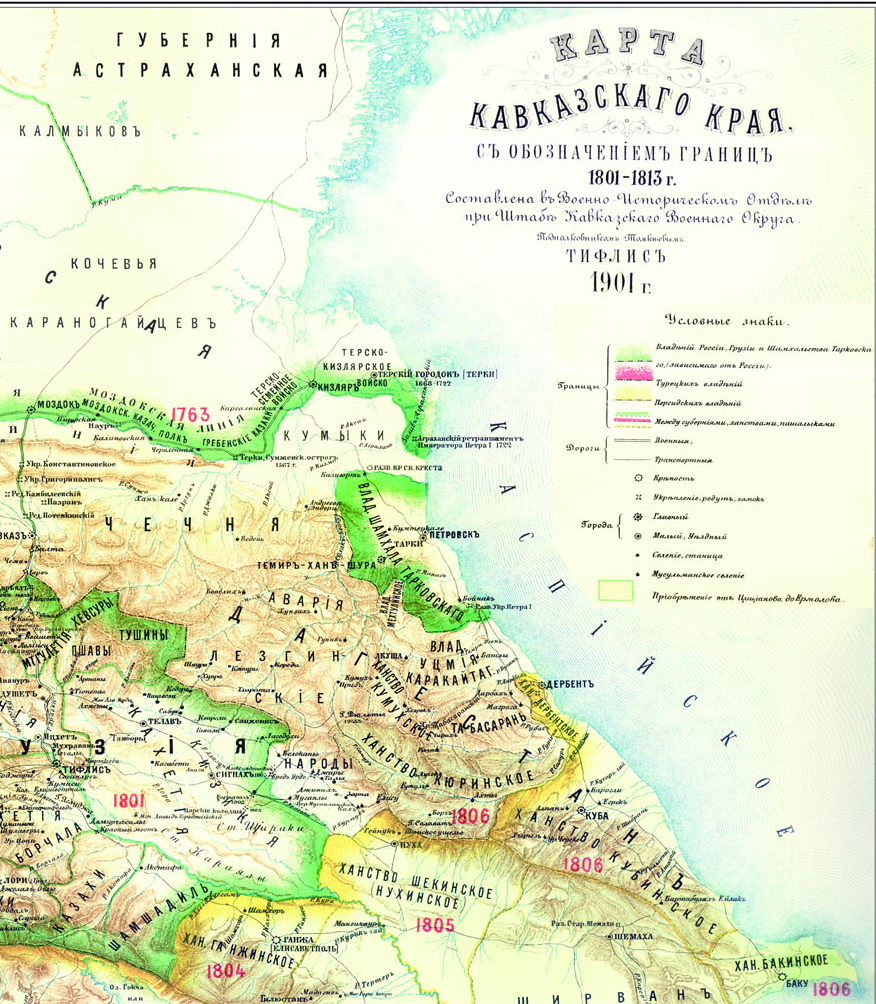
Shamjalato de Tarkí.

Shamjalato de Tarkí fue un dominio feudal en la parte noreste de Daguestán, con su centro en Tarkí.

## Historia
Apareció a finales del siglo XV en el territorio habitado por la etnia de los cumucos. Fue un estado feudal de Tarkí que también tenía vasallos en el área, y siguió siendo el estado feudal más influyente en la parte oriental del Cáucaso del Norte hasta su abolición en 1867.
Los shamjals también poseían el título de valí de Daguestán y tenían su residencia en el antiguo refugio montañoso de Jazar-Kumyk.
La anexión final del Shamjalato de Tarkí y otros territorios de Daguestán al Imperio ruso se realizó mediante el Tratado de Gulistán en 1813. En 1867, se abolió el Shamjalato de Tarkí, y en su territorio se formó el distrito Temir-Jan-Shurá de Daguestán.